# 斯特拉特福 (伊利諾伊州)
斯特拉特福（英語：Stratford）是位於美國伊利諾伊州奧格爾縣的一個非建制地區。該地的面積和人口皆未知。

## 地理
斯特拉特福的座標為41°59′49″N 89°29′27″W / 41.99694°N 89.49083°W，而該地的平均海拔高度為253米（即830英尺）。